# Eduardas Rozentalis

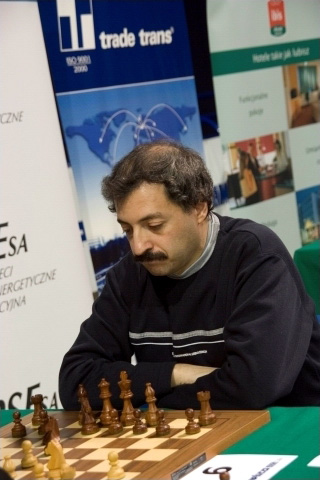
Eduardas Rozentalis, 2006

Eduardas Rozentalis (Vilnius, 27 mei 1963) is een Litouwse schaker. In 1990 werd hij FIDE grootmeester (GM). Rozentalis won het Kampioenschap van Litouwen in 1981, 1983 (gedeeld met Aloyzas Kveinys) en 2002.

## Leven en schaakcarrière
Eduardas Rozentalis leerde als zevenjarige het schaken van zijn ouders, die zelf op hoog niveau schaakten: zijn moeder Ilana Epšteinaitė-Rozentalienė was twee keer kampioene van Litouwen (in 1962 en 1964), zijn vader speelde als jeugdspeler in het nationale team. Hij is een leerling van Isakas Vistaneckis en boekte in zijn jeugd al sterke resultaten.
- In 1981 werd hij landskampioen.
- In 1983 nam hij deel aan de halve finale van het kampioenschap van de Sovjet-Unie.
- Tussen 1984 en 1989 nam hij zes keer deel aan het jaarlijkse toernooi voor spelers in de Sovjet-Unie onder de 26 jaar; hiervan won hij er drie: 1984, 1985 en 1987.
- In 1990 nam hij in Genève voor de eerste keer aan een buitenlands Open toernooi, en hij won het.
- Hij speelde een aantal keren mee in het Sigeman Schaaktoernooi en eindigde in 1993 op de vierde plaats, in 1997 op de zevende plaats en in 2004 op de vijfde plaats.
- In 1995 werd hij gedeeld eerste in het Open schaakkampioenschap van Canada.
- In 1996 won Rozentalis samen met Mark Hebden en John Nunn het grote toernooi in "Hastings".
- Bij het FIDE-Wereldkampioenschap werd Eduard Rozentalis in 1997 in ronde 2 uitgeschakeld door Sergei Tiviakov, in 1999 verloor hij in de eerste ronde van Levon Aronian.
- In 2002 speelde hij in de Schaakolympiade te Bled.
- In februari 2002 won hij met 7,5 pt. uit 9 het Open toernooi in "Cappelle-la-Grande".
- In 2004 eindigde Rozentalis op de derde plaats in "Centenary 2004" te Kopenhagen.
- In 2005/06 werd Rozentalis bij de Rilton Cup in Stockholm gedeeld eerste met Normunds Miezis, Sergej Ivanov, Evgeny Postny en Tomi Nybäck.[3]
- In oktober 2005 werd in Hoogeveen het Essent Schaaktoernooi gehouden; Baklan won in de Open groep met 7 pt. uit 9, Rozentalis werd gedeeld tweede met 6,5 punt.
- In 2008 werd hij gedeeld eerste, met 6 pt. uit 9, op het Open kampioenschap van Canada, in Montreal.
- In 2009/10 eindigde hij gedeeld 1e-5e met Radosław Wojtaszek, Pavel Ponkratov, Luke McShane en Igor Lysyj op het toernooi om de 39e Rilton Cup in Stockholm.[4]
- In mei 2010 won hij het 3e Magistral Ciudad de Asunción Copa Roggio toernooi.[5]
- In 2012 won Rozentalis het Cultural Village toernooi in Wijk aan Zee en kwalificeerde zich voor de grootmeester C-groep van het Tata Steel toernooi in 2013; hij nam echter geen deel aan dit toernooi.[6][7]
- In 2019 won hij met 7,5 pt. uit 9 het GM Winter Petach Tikva internationaal toernooi.[8]

In de opening speelt hij regelmatig de afruilvariant in de Spaanse partij en de Russische verdediging.

## Nationale teams
Van 1992 tot en met 2014 speelde hij in iedere Schaakolympiade in het team van Litouwen, met uitzondering van 2000 en 2012, in totaal 10 keer.
Hij speelde ook in het team van Litouwen bij de Europese Schaakkampioenschappen voor landenteams in 1992, 1997, 1999, 2005 en 2007.

## Verenigingen
In de jaren 80 speelde Rozentalis in de Sovjet-Unie voor Trud, waarmee hij in 1986 de finale van de European Club Cup bereikte. In de jaren 90 speelde hij in Litouwen voor Kaisé Vilnius, waarmee hij drie keer deelnam aan de European Club Cup. In de Duitse bondscompetitie speelde hij van 1991 tot 1994 voor SV 03/25 Koblenz, van 1994 tot 1996 voor SK Zähringen, van 1997 tot 2002 voor SV Castrop-Rauxel en van 2006 tot 2009 voor TV Tegernsee. Sinds 2018 speelt Rozentalis in de eerste klasse met BCA Augsburg, waarmee hij eerder al in de tweede klasse actief was. In de Oostenrijkse bondscompetitie speelt hij sinds 2007 voor SK Hohenems, waarmee hij in 2014 kampioen werd en deelnam aan de European Club Cup. In Frankrijk speelt Rozentalis sinds 2005 voor Cercle d’Echecs de Strasbourg, waarmee hij in 2007 deelnam aan de European Club Cup. In de Belgische Interclubs speelt hij sinds 2008 voor Koninklijke Gentse Schaakkring Ruy Lopez, waarmee hij in 2016 kampioen werd en deelnam aan de European Club Cup. In de Zweedse competitie speelde hij van 2011 tot 2013 voor Team Viking, waarmee hij in 2012 kampioen; sinds seizoen 2015/16 speelt hij voor Schacksällskapet Manhem. Het Poolse kampioenschap won Rozentalis negen keer (1996, 1999, 2000, 2001, 2002, 2006, 2009, 2011 en 2012) met Polonia Warschau en in 2007 met WASKO HetMaN Szopienice. Daarnaast nam hij met Polonia Warschau zes keer deel aan de European Club Cup, waarbij het team in 1997, 1998 en 2001 de tweede plaats behaalde en Rozentalis in 2000 de beste individuele prestatie bereikte aan bord 3. Met Team Xtracon Køge won hij in 2019 en in 2020 de Deense competitie. Ook speelde hij in Griekse en Israëlische teamkampioenschappen.

## Boeken
- Vierzig kommentierte Partien 1983-1997. Fölbach, Koblenz 1998, (ISBN 3-923532-65-2), een verzameling van zijn beste partijen.
- Samen met Andrew Harley: Play the 2 c3 Sicilian. 2002, (ISBN 1-901983-56-0), een verhandeling over de Alapin-variant in de Siciliaanse verdediging.
- In 2018 werd de tweede editie van zijn boek The Correct Exchange in the Endgame gepubliceerd.[13]

|   | Rozentalis – Meier; Bad Wiessee, 2003 |    |    |    |    |    |    |    |
| 8 | rd                                    |    |    |    | rd |    | kd |    |
| 7 | pd                                    | pd |    |    |    | pd |    | pd |
| 6 |                                       |    |    |    |    |    | pd |    |
| 5 |                                       |    |    |    | nd | rl |    |    |
| 4 |                                       |    | bd | bl |    |    |    | pl |
| 3 |                                       |    | pl |    |    |    | pl |    |
| 2 | pl                                    | pl |    |    | ql |    | bl |    |
| 1 | rl                                    |    |    |    |    |    | kl |    |
|   | a                                     | b  | c  | d  | e  | f  | g  | h  |
|   | slotstelling na 24.Txf5               |    |    |    |    |    |    |    |

## Partij
Eduard Rozentalis – Michael Meier; Bad Wiessee, 2003 

schaakopening Siciliaans, Eco-code B 40

1.e4 c5 2.Pf3 e6 3.c3 Pf6 4.e5 Pd5 5.g3 d6 6.exd6 Lxd6 7.Lg2 0-0 8.0-0 Pc6 9.d4 cxd4 10.Pxd4 Pxd4 11.Dxd4 Le7 12.Pd2 Lf6 13.Dg4 e5 14.De2 g6 15.Pc4 Pb6 16.Pxe5 Te8 17.f4 Pd7 18.Df2 Lxe5 19.fxe5 Pxe5 20.Le3 Le6 21.Ld4 Dg5 22.h4 Df5 23.De2 Lc4 24.Txf5 (diagram) (1-0)